# Galaxy Trucker
Galaxy Trucker est un jeu de société de science-fiction pour de deux à quatre joueurs. Le jeu a été développé par Vlaada Chvátil. La version tchèque du jeu a été publiée en 2007 par Czech Games Edition et une version allemande a été publiée la même année par Heidelberger Spieleverlag. En 2014, une version en jeu vidéo a été développée.

## Composants

### Cabine

#### Rôle
- La cabine permet de loger deux membres d'équipage supplémentaires dans votre vaisseau.

### Moteur

#### Rôle
- Le moteur augmente la vitesse de votre vaisseau de 1.

#### Placement
- Le pot d'échappement doit pointer vers l'arrière du vaisseau.
- La case juste derrière le moteur doit être vide.

### Double moteur

#### Rôle
- Le double moteur augmente la vitesse de votre vaisseau de 2 mais consomme 1 cellule d'énergie.
- Le double moteur ne peut être utilisé sans énergie.

#### Placement
- Le double moteur suit les mêmes règles de placement que le moteur simple.

## Récompenses
| Année | Concours                                          | Résultat   |
| ----- | ------------------------------------------------- | ---------- |
| 2012  | Ludoteca Ideale                                   | Vainqueur  |
| 2009  | Lys Passionné                                     | Finaliste  |
| 2009  | Japan Boardgame Prize                             | 8e         |
| 2008  | Spiel des Jahres                                  | Recommandé |
| 2008  | Spiel des Jahres Hit mit Freunden                 | Recommandé |
| 2008  | Hra roku                                          | Nommé      |
| 2008  | Golden Geek Awards Best Party Board Game          | Nommé      |
| 2008  | Golden Geek Awards Best Gamer's Board Game        | Nommé      |
| 2008  | Golden Geek Awards Best Family Board Game         | Nommé      |
| 2008  | Golden Geek Awards Best Game Artwork/Presentation | Nommé      |

## Extensions
| Année | Nom                                          |
| ----- | -------------------------------------------- |
| 2015  | Galaxy Trucker : Missions                    |
| 2013  | Galaxy Trucker : Nos tout derniers modèles   |
| 2012  | Galaxy Trucker : Encore une grosse extension |
| 2008  | Galaxy Trucker : La grosse extension         |
| 2007  | Galaxy Trucker : Rough Road Ahead            |

## Annexe